# Hinterwalde (Kreis Königsberg/Samland)
Hinterwalde ist eine Wüstung im Kreis Königsberg in Preußen (ab 1939: Kreis Samland) in Ostpreußen. Die frühere Ortsstelle befindet sich heute im Munizipalkreis Rajon Bagrationowsk (Stadtkreis Preußisch Eylau) in der Oblast Kaliningrad (Gebiet Königsberg (Preußen)) Russlands.

## Geographische Lage
Die Ortsstelle Hinterwaldes liegt an den Feuchtwiesen nördliche des Flüsschens Prochladnaja (deutsch Frisching) im Westen der Oblast Kaliningrad, 16 Kilometer südwestlich der früheren Kreisstadt Königsberg (Preußen) (russisch Kaliningrad) bzw. 25 Kilometer nordwestlich der heutigen Rajonshauptstadt Bagrationowsk (deutsch Preußisch Eylau).

## Geschichte
Das Gutsdorf Hinterwalde kam als eigenständiger Gutsbezirk im Jahre 1874 zum neu gebildeten Amtsbezirk Mahnsfeld (heute russisch Polewoje) im Kreis Königsberg der preußischen Provinz Ostpreußen. Im Jahre 1910 zählte Hinterwalde 70 Einwohner.
Dem Gut Hinterwalde zugeordnet war das Vorwerk Milchbude mit seinen – im Jahre 1905 gezählten – drei Einwohnern.
Am 30. September 1928 verlor Hinterwalde wurde der Ort nach Ramsen (russisch Saretschnoje) eingemeindet. Bis 1945 war Hinterwalde in das Kirchspiel der evangelischen Kirche Mahnsfeld (russisch Polewoje) in der Kirchenprovinz Ostpreußen der Kirche der Altpreußischen Union eingepfarrt.
Mit dem gesamten nördlichen Ostpreußen wurde Hinterwalde 1945 in Kriegsfolge an die Sowjetunion abgetreten. Danach verliert sich die Spur des Ortes, denn eine russische Namensgebung und eine Zuordnung zu einem Dorfsowjet ist nicht bekannt. Vielleicht ist der Ort in Saretschnoje aufgegangen. Seine Ortsstelle liegt im Rajon Bagrationowsk unmittelbar an der Grenze zum Rajon Gurjewsk in der russischen Oblast Kaliningrad.
Die kaum noch erkennbare Ortsstelle Hinterwaldes ist von der Kommunalstraße 27K-089 im Abzweig Saretschnoje (Ramsen) über eine Landwegverbindung zu erreichen.